# 江南站 (愛知縣)
江南站（日语：／ Kōnan eki */?）是位於愛知縣江南市古知野町朝日，屬於名古屋鐵道（名鐵）的犬山線車站。車站編號為IY10。此站位於江南市的市中心。

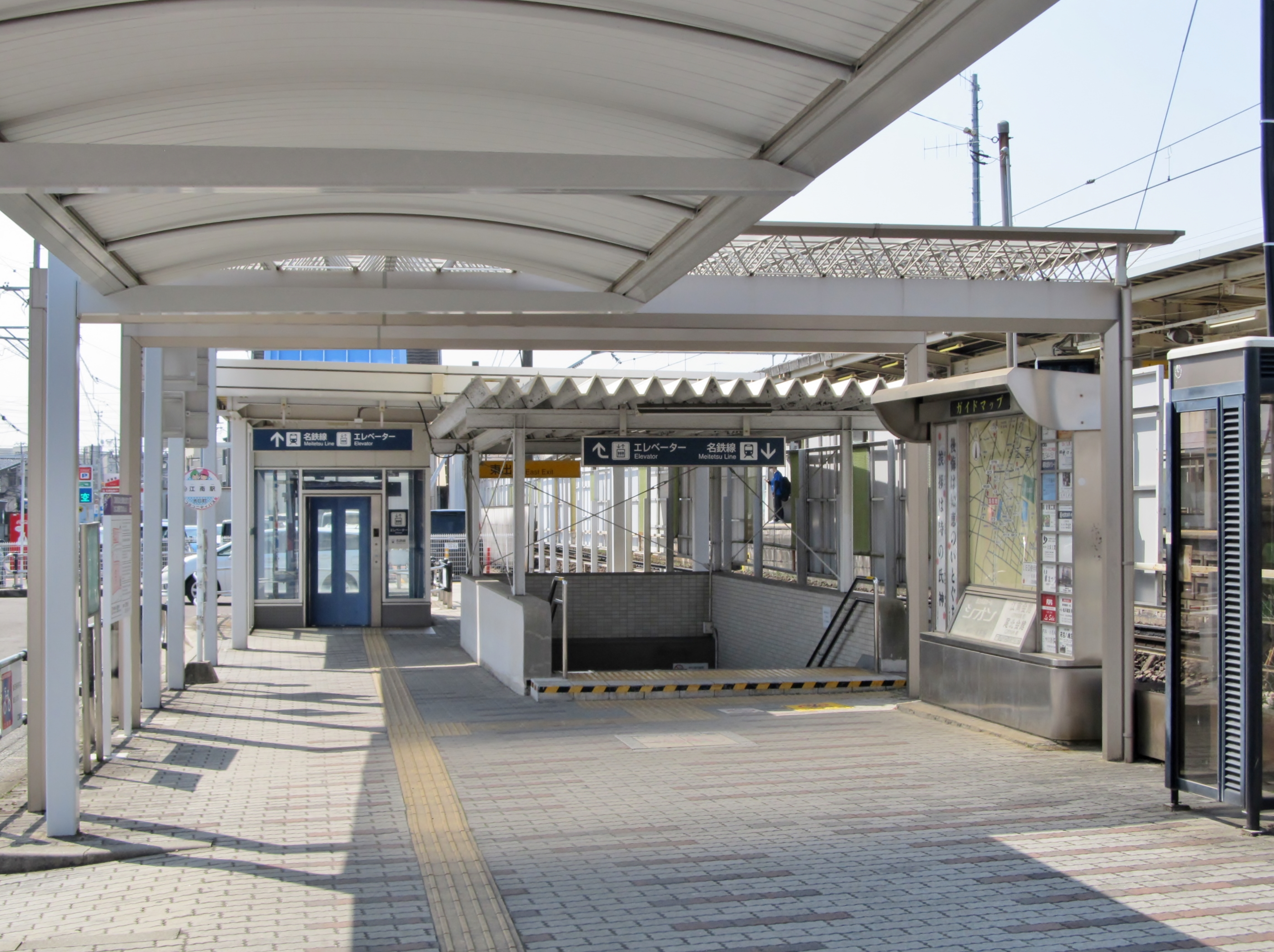
東口（2024年3月）

## 歷史
- 1912年（大正元年）8月6日 - 名古屋電氣鐵道（現時為名古屋鐵道）犬山線岩倉至犬山之間開通，此站啟用，當時車站名為古知野站[1]。
- 1974年（昭和49年）
  - 9月17日 - 成為特急（包括座位特急）停車站。
  - 10月31日 - 車站大樓地下化[3]。同時站內月台由2面2線的相對式月台變為1面2線的島式月台[4]。
- 1981年（昭和56年）11月10日 - 車站改名為江南站[1]。
- 1987年（昭和62年）5月 - 設置自動閘機[5]。
- 1999年（平成11年）12月4日 - 成為特急「北阿爾卑斯」（2001年10月1日廢止）停車站，成為所有列車停車站。
- 2004年（平成16年）2月15日 - 車站可以使用交通儲值卡「Trans Pass（日语：トランパス (交通プリペイドカード)）」。
- 2008年（平成20年）
  - 3月28日 - 西出口與月台之間加設升降機。
  - 8月28日 - 東出口與月台之間加設升降機。
  - 11月 - 月台提高高度工程完成。
- 2011年（平成23年）2月11日 - 車站可以使用「manaca」IC卡。
- 2012年（平成24年）2月29日 - 車站不可使用交通儲值卡「Trans Pass」。
- 2018年（平成30年）9月20日 -μPLAT江南落成開業。與此同時，FamilyMart Estacio也開設分店。
- 2021年（令和3年）4月13日 - 為了應景已上映電影《名偵探柯南：緋色的彈丸》，至同年6月30日將車站前看版名改為「名偵探柯南站」[6]。

### 站名的由來
本站的站名最初在1912年設立時為「古知野」，取自當時車站所在地的行政區劃丹羽郡古知野町。古知野町後來在1954年合併為江南市後，此車站仍繼續使用「古知野」之名，直到1981年才改名為新的城市名稱「江南站」。而「江南」之名則是1954年整併時，當時的愛知縣知事桑原幹根為解決整併之爭議，以城市位於木曾川之南而提出之名稱意見。

## 車站構造
本站為地面車站，設有1面2線的島式月台。整日也設有車站職員。所有營業列車均停此站。站內沒有轉轍器，犬山方向月台設有向右彎位。
站內設有兩處位於地底的驗票閘口、自動售票機與自動閘機，並設有升降機專用的閘口。而站內也座落著名鐵集團的旅行社名鐵観光分店。
| 月台 | 路線   | 上下行 | 方向                         |
| ---- | ------ | ------ | ---------------------------- |
| 1    | 犬山線 | 下行   | 犬山方向                     |
| 2    | 犬山線 | 上行   | 名鐵名古屋、中部國際機場方向 |

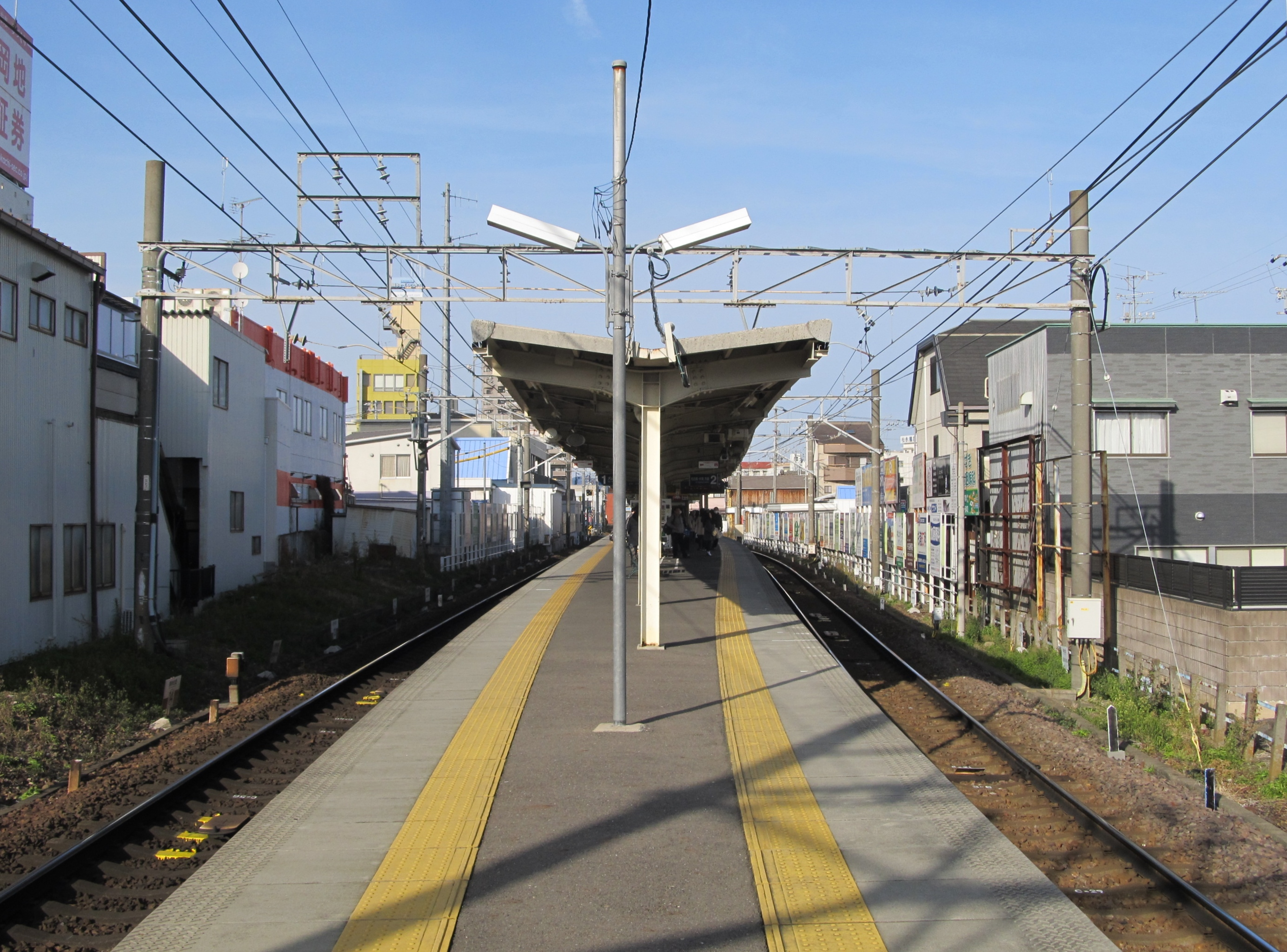
月台 (2019年2月)
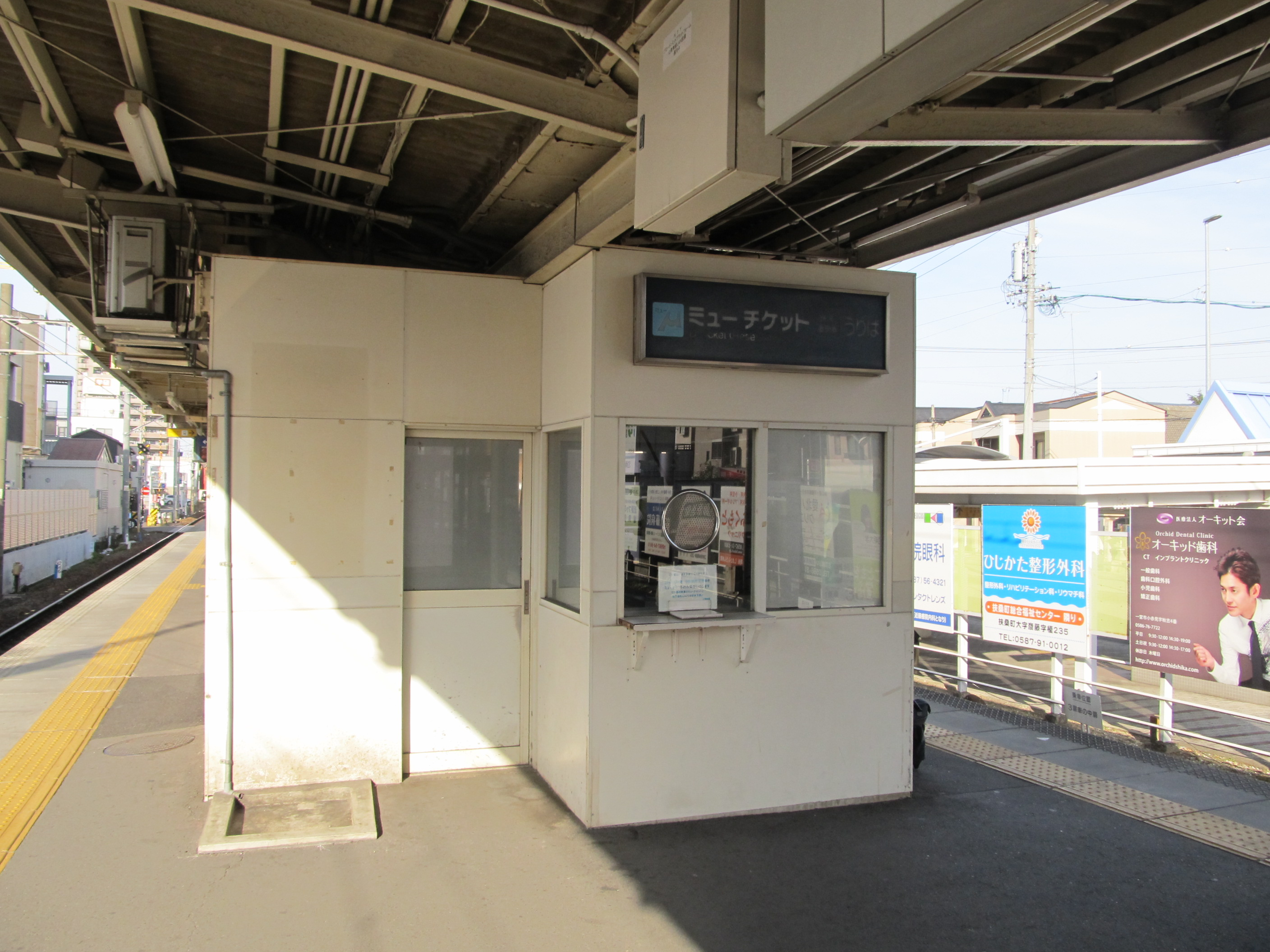
μ-SKY售票處 (2019年2月)

### 配線圖
| ← 上小田井、 名古屋方向 | 江南站 站內配線略圖 | → 犬山、 新可兒方向 |
| 图例 参考文献：         |                     |                     |

## 使用狀況
- 在中提及在2013年度，當時1日平均上下車人次為26,022人，在名鐵所有車站（275站）排名第12，犬山線（17站）中排名第1[10]。
- 在中提及在1992年度，當時1日平均上下車人次為29,972人，除岐阜市內線均一車費區間內各站（岐阜市內線、田神線、美濃町線徹明町站至琴塚站之間）外名鐵所有車站（342站）中排名第12，犬山線（17站）中排名第2[11]。
- 在中提及在1981年度，當時1日平均上下車人次為28,170人，為名鐵所有車站中排名第11[12]。
- 在中提及在1960年度，當時1日平均上下車人次為11,523人，在1963年度升至16,910人[13]。
- 根據江南市的統計資料，以下為近年1日平均乘車人次和上下車人次的列表：

| 年度               | 上車人員（人/日） | 下車人員（人/日） | 上下車人員（人/日） |
| ------------------ | ----------------- | ----------------- | ------------------- |
| 2003年（平成15年） | 12,539            | 12,479            | 25,018              |
| 2004年（平成16年） | 12,408            | 12,436            | 24,844              |
| 2005年（平成17年） | 12,632            | 12,682            | 25,314              |
| 2006年（平成18年） | 12,565            | 12,632            | 25,197              |
| 2007年（平成19年） | 12,488            | 12,570            | 25,058              |
| 2008年（平成20年） | 12,688            | 12,740            | 25,428              |
| 2009年（平成21年） | 12,293            | 12,336            | 24,629              |
| 2010年（平成22年） | 12,322            | 12,364            | 24,686              |
| 2011年（平成23年） | 12,402            | 12,446            | 24,848              |
| 2012年（平成24年） | 12,515            | 12,519            | 25,034              |
| 2013年（平成25年） | 13,012            | 13,010            | 26,022              |
| 2014年（平成26年） | 12,859            | 12,872            | 25,731              |
| 2015年（平成27年） | 13,307            | 13,299            | 26,606              |
| 2016年（平成28年） | 13,522            | 13,527            | 27,049              |
| 2017年（平成29年） | 13,576            | 13,557            | 27,133              |

此站曾經比岩倉站少人使用，但隨著岩倉站使用人次減少，此站現時成為犬山線最多人使用的車站。

## 車站周邊
車站位於江南市中心和市區。在西出口側邊設有小規模商店街。
在銀行方面，在西出口附近設有三菱日聯銀行和愛知銀行的分店。購物中心、超級市場和郵局位於距離車站10分鐘的步行距離。
- μPLAT江南：設於西出口側的商業設施。設有鳥貴族、Familymart Estacio江南站店等商店。
- 江南市政廳：設於西出口側，犬山線沿線旁邊。
- 江南警署（日语：江南警察署 (愛知県)） 江南駅站崗亭：西出口側。
- 曼陀羅寺（日语：曼陀羅寺）：於西出口乘坐往江南團地的巴士，於曼陀羅寺巴士站下車。
- Sun電子江南事業所(舊總部) ：在西出口側，犬山線沿線旁邊（江南市政廳北邊）。
- 文化街（站東商店街）：位於車站北邊平交道的以東街道別名。
  - 北野天神社（日语：北野天神社 (江南市)）：東出口步行3分鐘。在毎年1月舉行「筆節」時，會於車站向考生發放「防滑砂」（實際為電車使用的沙）。
  - 江南市民文化會館、江南市歴史民俗資料館（文化會館內）：東出口步行約7分鐘。
  - 愛知縣立江南高等學校（日语：愛知県立江南高等学校）：東出口步行約7分鐘。於江南市民文化會館東邊。
  - 江南市中央公園：東出口步行約10分鐘。於江南市民文化會館和江南高校的北邊。
- 江南駅西通（愛知縣道180號江南停車場線（日语：愛知県道180号江南停車場線））
  - 江南團地：UR都市機構的住宅團地。在西出口乘坐往江南團地的巴士約12分鐘。

### 巴士路線
名鐵巴士（西出口站前迴旋路）
- 1號月台
  - 【41】經大山町往名鐵一宮站
  - 【46】經春明往名鐵一宮站
- 2號月台
  - 【70】經古知野高校往江南團地
  - 【71】經古知野高校、團地西往川島（在黃昏最尾2班車。）
  - 【75】經VIA MALL（日语：ヴィアモール江南）（Apita江南西店）往江南團地
  - 【76】經VIA MALL、江南團地往江南厚生醫院（日语：江南厚生病院）（於2013年4月1日開始運行[15]）
- 3號月台
  - 【80】【83】經飛高口往江南厚生醫院
  - 【81】【82】經飛高口、江南厚生醫院往Suitopia江南（日语：すいとぴあ江南）}（於2013年4月1日開始運行[15]）
  - 【80】【81】經木賀本鄉往布袋站

大口町社區巴士（東出口站前迴旋路）
- 經大口町政廳、二屋往Valor前
- 經大口町政廳往Paloma工業前（只有早上黃昏2班）

除了以上路線，在2013年3月前設有Ikomai Car（合乘計程車）。

## 相鄰車站
名古屋鐵道
  犬山線
□μ-SKY
岩倉（IY07）－江南（IY10）－（尾班下行方向加停柏森站（IY11））－犬山（IY15）
□快速特急、■特急
岩倉（IY07）－江南（IY10）－柏森（IY11）
□快速急行、■急行、■準急、■普通
布袋（IY09）－江南（IY10）－柏森（IY11）
在此站與江南站之間近江南駕駛學校曾設有宮後站，現已廢止。

## 注腳
1. 1 2 3 4 5  江南市史編纂委員會 『江南市史 資料五 近現代編』 江南市，1988年3月11日。
2. ↑   (PDF). 江南市. 2009-03  [2014-01-25]. （原始内容 (PDF)存档于2014-02-02）.
3. ↑  名古屋鐵道廣報宣傳部（編）. . 名古屋鐵道. 1994: 1034.
4. ↑  清水武. . 洋泉社. 2016: 194. ISBN 978-4-8003-0800-9.
5. ↑  名古屋鐵道廣報宣傳部（編）. . 名古屋鐵道. 1994: 570.
6. ↑  . livedoor news. 2021-04-13  [2021-04-13]. （原始内容存档于2021-04-13）.
7. 1 2 3  電氣車研究會，『鐵道畫刊』通卷第816號 2009年3月 臨時特刊號 「特集 - 名古屋鉄道」，卷末收錄「名古屋鐵道 配線略圖」
8. ↑  名鉄観光サービス 支店一覧 中部営業本部
9. 1 2  駅時刻表：名古屋鉄道・名鉄バス （页面存档备份，存于），2019年3月24日參閲
10. ↑  名鐵120年史編纂委員會事務局（編）. . 名古屋鐵道. 2014: 160–162.
11. ↑  名古屋鐵道廣報宣傳部（編）. . 名古屋鐵道. 1994: 651–653.
12. ↑  名古屋鐵道（編集）. . 名古屋鐵道. 1983: 36.
13. ↑  名古屋鉄道PR中心（編集）. . 名古屋鐵道. 1964: 5.
14. ↑  江南市統計より
15. 1 2  . 名鐵巴士.   [2014-06-12]. （原始内容存档于2014-07-02）.

## 相連條目
- 日本鐵路車站列表 Ko

## 外部連結
- 江南 - 名古屋鐵道